# Resolutie 1688 Veiligheidsraad Verenigde Naties
Resolutie 1688 van de Veiligheidsraad van de Verenigde Naties werd unaniem door de VN-Veiligheidsraad aangenomen op 16 juni 2006 en stemde ermee in dat oud-president Charles Taylor van Liberia om veiligheidsredenen door het Speciaal Hof voor Sierra Leone in Nederland zou worden berecht in plaats van in Sierra Leone.

## Achtergrond
In Sierra Leone waren al jarenlang etnische spanningen tussen verschillende bevolkingsgroepen. In 1978 werd het een eenpartijstaat met een regering die gekenmerkt werd door corruptie en wanbeheer van onder meer de belangrijke diamantmijnen. Intussen was in buurland Liberia al een bloedige burgeroorlog aan de gang, en in 1991 braken ook in Sierra Leone vijandelijkheden uit. In de volgende jaren kwamen twee militaire junta's aan de macht, waarvan vooral de laatste een schrikbewind voerde. Zij werden eind 1998 met behulp van buitenlandse troepen verjaagd, maar begonnen begin 1999 een bloedige terreurcampagne. Pas in 2002 legden ze de wapens neer.

## Inhoud

### Waarnemingen
Op 16 januari 2002 was met resolutie 1315 het "Bijzonder Gerechtshof voor Sierra Leone" ("Speciaal Hof voor Sierra Leone") opgericht. President Ellen Johnson Sirleaf van buurland Liberia had gevraagd om de uitlevering van oud-president Charles Taylor, zodat hij door dit hof kon worden berecht. President Olusegun Obasanjo van Nigeria, waar Taylor na zijn vlucht uit Liberia in 2003 verbleef, had hierin toegestemd.
Om veiligheidsredenen werd het niet wenselijk geacht Taylor te berechten in Freetown, waar het Speciaal Hof voor Sierra Leone zetelt. Hij kon ook niet worden vastgehouden door het Rwandatribunaal en er waren geen andere internationale tribunalen in Afrika.

### Handelingen
Het hof wilde, zoals zijn statuten toestaan, de rechtszaak tegen Charles Taylor in Nederland houden. Het Internationaal Strafhof in Den Haag was bereid zijn faciliteiten ter beschikking ter beschikking te stellen en Taylor vast te houden. De secretaris-generaal werd gevraagd waar nodig te helpen met de juridische en praktische regeling hiervan. Het hof werd gevraagd het verloop van de rechtszaak kenbaar te maken aan de bevolking in de subregio door onder meer een videoverbinding. Ten slotte besloot de Raad dat het reisverbod dat met resolutie 1521 werd opgelegd niet zou gelden voor Charles Taylor en getuigen die reisden in verband met de rechtszaak.

## Verwante resoluties
- Resolutie 1610 Veiligheidsraad Verenigde Naties (2005)
- Resolutie 1620 Veiligheidsraad Verenigde Naties (2005)
- Resolutie 1734 Veiligheidsraad Verenigde Naties
- Resolutie 1793 Veiligheidsraad Verenigde Naties (2007)

Lijst ·  1652 ·  1653 ·  1654 ·  1655 ·  1656 ·  1657 ·  1658 ·  1659 ·  1660 ·  1661 ·  1662 ·  1663 ·  1664 ·  1665 ·  1666 ·  1667 ·  1668 ·  1669 ·  1670 ·  1671 ·  1672 ·  1673 ·  1674 ·  1675 ·  1676 ·  1677 ·  1678 ·  1679 ·  1680 ·  1681 ·  1682 ·  1683 ·  1684 ·  1685 ·  1686 ·  1687 ·  1688 ·  1689 ·  1690 ·  1691 ·  1692 ·  1693 ·  1694 ·  1695 ·  1696 ·  1697 ·  1698 ·  1699 ·  1700 ·  1701 ·  1702 ·  1703 ·  1704 ·  1705 ·  1706 ·  1707 ·  1708 ·  1709 ·  1710 ·  1711 ·  1712 ·  1713 ·  1714 ·  1715 ·  1716 ·  1717 ·  1718 ·  1719 ·  1720 ·  1721 ·  1722 ·  1723 ·  1724 ·  1725 ·  1726 ·  1727 ·  1728 ·  1729 ·  1730 ·  1731 ·  1732 ·  1733 ·  1734 ·  1735 ·  1736 ·  1737 ·  1738